# نیدرشلزیشر اوبرلاوزیتسکرایس
نیدرشلزیشر اوبرلاوزیتسکرایس (به آلمانی: Niederschlesischer Oberlausitzkreis) یک ناحیه در آلمان است که در زاکسن واقع شده‌است. نیدرشلزیشر اوبرلاوزیتسکرایس ۹۴٬۷۵۰ نفر جمعیت دارد.